# Мурманская научно-промысловая экспедиция
Мурманская научно-промысловая экспедиция — научная экспедиций с целью исследования Баренцева моря с мая 1898 по конец 1908 годов. Экспедиция была организована Николаем Книповичем в рамках Комитета для помощи поморам Русского Севера.
Руководителем исследований до 1901 года был Николай Книпович, затем он был заменён на Леонида Брейтфуса. Экспедиция начала разведывательные работы на парусном судне «Помор», однако год спустя, на нужды экспедиции был доставлен пароход-траулер «Андрей Первозванный».